# Oleg Vidov
Oleg Vidov (ry:Олег Борисович Видов), född 11 juni 1943 i Vidnoje utanför Moskva, död 16 maj 2017 i Westlake Village utanför Los Angeles i Kalifornien, var en rysk-amerikansk skådespelare, filmregissör och producent. Vidov medverkade i 50 filmer under sin karriär. Han hoppade 1985 av från Sovjetunionen och blev sedermera amerikansk medborgare. 

## Filmografi i urval
- 1964 - An Ordinary Miracle
- 1964 - The Blizzard
- 1967 - Den röda kappan
- 1969 - Slaget vid Neretva
- 1970 - Waterloo
- 1974 - Moskva, lyubov moya
- 1985 - Jenseits der Morgenröte
- 1988 - Red Heat
- 1988 - Wild Orchid
- 1996 - Jackie Chans First Strike
- 2000 - Tretton dagar
- 2005 - Vita huset (TV-serie)
- 2005-2006 - Alias (TV-serie)
- 2011 - Criminal minds (TV-serie)